# Letecký odznak pozorovatele
Odznak leteckého pozorovatele (německy: Beobachterabzeichen) byl německý válečný odznak, který byl udělován leteckým pozorovatelům, navigátorům a poddůstojníkům dělostřelectva. Kritéria pro přidělení odznaku obsahovala minimálně dvouměsíční bojovou službu nad nepřátelským územím a absolvování minimálně pěti operačních bojových letů nad nepřátelským územím nebo zranění během bojového letu. Mohl se udělit jen těm, kteří měli dokončený speciální pozorovatelský kurz. Byl zaveden 19. ledna 1935 vrchním velitelem Luftwaffe maršálem Hermannem Göringem.
Odznak vyrábělo více německých firem. Vyráběn byl ze zinku nebo z jiných barevných kovů. Následně byl pozlacen či postříbřen. Odznak leteckého pozorovatele se skládá ze dvou snýtovaných částí – z oválného dubovo-vavřínového věnce a z letící orlice, která drží v drápech hákový kříž. Šířka odznaku bez orlice činí přibližně 43 mm a výška 54 mm. Uprostřed je na dvou nýtech připevněna orlice, která má rozpětí křídel 54 mm a velikost hákového kříže je 20 mm. Věnec o rozměrech 8 mm na šířku a 5 mm na tloušťku byl tvořen z poloviny z dubových listů a z druhé poloviny z vavřínových listů. Ve spodní části, kde se tyto ornamenty prolínají, je věnec ovázán třemi 1,5 mm širokými stužkami.